# Liste von Rheinaltgewässern
Die Liste von Rheinaltgewässern enthält eine Auswahl von Flussarmen und Mäandern des Rheins, die unter anderem die Namen Alter Rhein, Altrhein, Altrheinarm, Altrheinzug, Altarm, Rheinaltarm oder Restrhein tragen. Künstlich geschaffene Gewässer (Baggerseen; z. B. der Altrheinsee), die mit Rheinaltgewässern verwechselt werden könnten, sind im Abschnitt Rheinanschlussgewässer erwähnt.

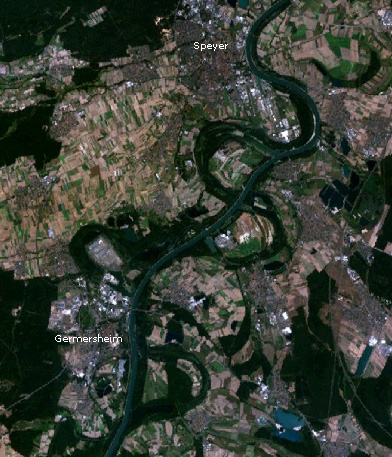
Rhein mit Rheinaltgewässern zwischen Germersheim und Speyer (flussabwärts betrachtet); beide in Rheinland-Pfalz (links) mit Baden-Württemberg (rechts)

Die Arme und Mäander blieben bei natürlichen Verlagerungen des Rheinbetts als Seitenarme des Neurheins zurück, andere wurden bei künstlichen Flussverlagerungen abgeschnitten, wie beispielsweise im Zuge der Rheinbegradigung ab 1817 unter Leitung von Johann Gottfried Tulla. Diese Altwässer begrenzen zusammen mit dem Neurhein Inseln oder Halbinseln. Die alten Flussläufe haben manchmal jede wasserführende Verbindung zum Neurhein verloren. Einige liegen in Naturschutzgebieten, bieten Brutplätze für Wasservögel oder dienen als Retentionsflächen bei Überschwemmungen. Zuweilen fahren in ihnen auch Freizeitkanuten und es wird dort geangelt.

## Rheinaltgewässer
Hinweise zur Auffindung von Rheinaltgewässern:
Manche Benennungen von Rheinaltgewässern enthalten den Namen einer nahen Ortschaft oder Gemeinde, andere aber nicht. Um sie in jedem Fall leicht auffindbar zu machen, steht in der Regel vor jedem Gewässernamen als Lokalisierungs-Schlüssel ein solcher naher Ort – in alphabetischer Reihenfolge und kursiv geschrieben. Unterhalb davon folgen die Geo-Koordinaten des Gewässers mit Angabe von dessen Lage zum Rhein (l/r = links/rechts), dann entweder der Gewässername selbst in Normalschrift sowie dahinter gegebenenfalls in Kursivschrift weitere Namen des Gewässers. Oder es steht hinter dem Ortsschlüssel nur ein Verweis auf den Namen eines anderen Ortsnamens, unter dem das gesuchte Gewässer in Kursivschrift aufgeführt ist.

### Altarm
siehe auch (unten) → Rheinaltarm
- bei Bad Honnef:
Altarm (Bad Honnef) (⊙; r), zwischen Bad Honnef und der Rheininsel Grafenwerth, Rhein-Sieg-Kreis, Nordrhein-Westfalen
- bei Auenheim:
bei Auenheim, Ortenaukreis, Baden-Württemberg:
  - Altarm (Auenheim) (⊙; r)
  - Altarm Sportplatz (⊙; r)

### Alter Rhein
Im Kanton St. Gallen (Schweiz) und im Land Vorarlberg (Österreich) – Altarme des Alpenrheins
- Alter Rhein (Diepoldsauer Durchstich) (⊙; r), bei Diepoldsau und Hohenems; entstand durch den Diepoldsauer Durchstich
- Alter Rhein (Fußacher Durchstich) (⊙; r), bei St. Margrethen, Höchst, Rheineck, Gaißau und Altenrhein; entstand durch den Fußacher Durchstich

In Deutschland
- bei Rheinberg;
siehe unten → bei Rheinberg
- bei Xanten;
siehe unten → bei Xanten

### Altrhein
Zahlreiche Rheinaltgewässer (alphabetisch nach Ortslage)
- bei Altlußheim;
siehe unten → bei Speyer
- bei Altrip;
siehe unten → bei Neuhofen
- bei Astheim;
siehe unten → bei Ginsheim
- bei Au am Rhein:
Auer Altrhein (⊙; r), bei Au am Rhein, Landkreis Rastatt, Baden-Württemberg;
siehe auch (unten) → bei Auer Altrheinarme
- bei Baumberg;
siehe unten → bei Urdenbach
- bei Berghausen:
Berghäuser Altrhein (⊙; l), bei Berghausen, Rhein-Pfalz-Kreis, Rheinland-Pfalz
- bei Bienen;
siehe unten → bei Rees
- bei Birten;
siehe unten → bei Xanten
- bei Breisach:
siehe unten → Altrhein oder Restrhein
- bei Daxlanden;
siehe unten → bei Karlsruhe
- bei Dornick;
siehe unten → bei Rees
- bei Eggenstein-Leopoldshafen:
nahe/bei Eggenstein-Leopoldshafen, Landkreis Karlsruhe, Baden-Württemberg:
  - Altrhein (Eggenstein-Leopoldshafen) (⊙; r), nahe Eggenstein und Leopoldshafen
  - Altrhein (Eggenstein) (⊙; r), bei Eggenstein
  - Eggensteiner Altrhein (⊙; r), Rheinniederungskanal, bei Eggenstein und Leopoldshafen
- bei Eich;
siehe unten → Eicher See und unten → bei Gimbsheim
- bei Elchesheim-Illingen:
bei Elchesheim-Illingen, Landkreis Rastatt, Baden-Württemberg:
  - Altrhein (Elchesheim) (⊙; r), bei Elchesheim
  - Illinger Altrhein (⊙; r), bei Illingen;
siehe auch (unten) → bei Steinmauern
- bei Emmerich am Rhein;
siehe unten → bei Rees
- bei Erfelden;
siehe unten → bei Stockstadt/Erfelden
- bei Esserden;
siehe unten → bei Rees
- bei Flüren:
Flürener Altrhein (⊙; r), bei Flüren (Wesel), Kreis Wesel, Nordrhein-Westfalen
- bei Gimbsheim:
Gimbsheimer Altrhein (Eich-Gimbsheimer Altrhein) (⊙; l), zwischen Eich und Gimbsheim, Landkreis Alzey-Worms, Rheinland-Pfalz
siehe auch (unten) → Altrheinsee und (unten) → Eicher See
- bei Ginsheim:
Ginsheimer Altrhein (⊙; r), bei Ginsheim-Gustavsburg und nahe Astheim (Trebur), Kreis Groß-Gerau, Hessen
- bei Giriz;
siehe unten → bei Giriz (Rheinaltarm)
- bei Grauelsbaum:
nahe Grauelsbaum (Lichtenau), Landkreis Rastatt, Baden-Württemberg (rheinabwärts betrachtet):
siehe auch (unten) → bei Greffern
  - Altrheinarm Kirchhöfel (⊙; r)
  - Altrheinzug (Grauelsbaum) (⊙; r)
- bei Gernsheim;
siehe unten → bei Groß-Rohrheim
- bei Greffern:
nahe Greffern (Rheinmünster), Landkreis Rastatt, Baden-Württemberg (rheinabwärts betrachtet):
siehe auch (oben) → bei Grauelsbaum
  - Altrhein 1 (Greffern) (Entenloch) (⊙; r)
  - Altrhein 2 (Greffern) (⊙; r)
- bei Griethausen;
siehe unten → bei Kleve
- bei Groß-Rohrheim:
Hammerauer Altrhein (⊙; r), im NSG Hammer Aue von Gernsheim und Groß-Rohrheim, nahe Groß-Rohrheim und Gernsheim, Landkreis Bergstraße, Hessen
- bei Hagenbach:
bei/nahe Hagenbach, Landkreis Germersheim, Rheinland-Pfalz:
  - Hagenbacher Altrhein (⊙; l), bei Hagenbach
  - Insel Nauas Altrhein (⊙; l), nahe Hagenbach
- bei Heidesheim:
Altrhein Haderaue (⊙; l), bei Heidesheim am Rhein, Landkreis Mainz-Bingen, Rheinland-Pfalz
- bei Hamm am Rhein;
siehe oben → bei Gimbsheim
- bei Hofheim;
siehe unten → bei Lampertheim
- bei Honau;
siehe unten → bei Diersheim: Steinwert-Hot 2 (Altrheinarm)
- bei Hügelsheim:
bei Hügelsheim, Landkreis Rastatt, Baden-Württemberg:
  - Altrhein (Hügelsheim) (⊙; r)
  - Altrheinzug (Hügelsheim) (⊙; r)
- bei Ilverich:
Ilvericher Altrheinschlinge (⊙; l), bei Meerbusch, Strümp und Ilverich, Rhein-Kreis Neuss, Nordrhein-Westfalen
- bei Jockgrim, Landkreis Germersheim, Rheinland-Pfalz;
siehe unten → bei Wörth am Rhein
- bei Karlsruhe:
im Gebiet der kreisfreien Stadt Karlsruhe, Baden-Württemberg (rheinabwärts betrachtet):
siehe auch (unten) → Knielinger See
  - Rappenwörter Altrhein (⊙; r), bei Karlsruhe-Daxlanden
  - Altrhein Kleiner Bodensee (⊙; r), im NSG Altrhein Kleiner Bodensee, nahe Neureut, beim Ölhafen
- bei Knielingen;
siehe unten → Knielinger See
- bei Kellen;
siehe unten → bei Kleve
- bei Ketsch:
Ketscher Altrhein (⊙; r), bei Ketsch, Rhein-Neckar-Kreis, Baden-Württemberg
- bei Kleve:
nahe Kleve, Kreis Kleve, Nordrhein-Westfalen:
  - Kellener Altrhein (⊙; l), bei Kellen
  - Griethauser Altrhein (⊙; l), bei Griethausen
- bei Klein-Rohrheim;
siehe oben → bei Groß-Rohrheim
- bei Lampertheim: bei Lampertheim, Landkreis Bergstraße, Hessen:
  - Lampertheimer Altrhein (⊙; r), im NSG Lampertheimer Altrhein, bei Lampertheim und Biblis
  - Maulbeerauer Altrhein (Hofheimer Altrhein, Nordheimer Altrhein) (⊙; r), bei der Rheininsel Maulbeeraue, bei Hofheim (Lampertheim) und Nordheim (Biblis)
- bei Leimersheim: bei Leimersheim und Neupotz, Landkreis Germersheim, Rheinland-Pfalz (rheinabwärts betrachtet):
  - Altrhein bei Neupotz (⊙; l)
  - Leimersheimer Altrhein (⊙; l)
- bei Lingenfeld:
Lingenfelder Altrhein (⊙; l), bei Lingenfeld, Landkreis Germersheim, Rheinland-Pfalz
- bei Linkenheim-Hochstetten:
Altrhein Insel Rott (⊙; r), an der Insel Rott, bei Linkenheim-Hochstetten, Landkreis Karlsruhe, Baden-Württemberg
- bei Ludwigshafen am Rhein;
siehe unten → bei Roxheim
- bei Mannheim:
im Gebiet der kreisfreien Stadt Mannheim, Baden-Württemberg:
  - Altrhein Backofen (⊙; r), nahe Rheinauhafen
  - Mannheimer Altrhein (Waldhofer / Sandhofer Altrhein) (⊙; r), mit Mannheimer Altrheinhafen und Industriehafen, bei der Friesenheimer Insel und den Stadtteilen Waldhof und Sandhofen sowie im Stadtbezirk und Stadtteil Neckarstadt-West
  - Altrhein Sandhofen-Ballauf (⊙; r), bei Sandhofen
- bei Märkt:
Altrhein Märkt (⊙; r), bei Märkt (Weil am Rhein), Landkreis Lörrach, Baden-Württemberg;
siehe auch (unten) → Altrhein oder Restrhein
- bei Marlen:
bei Marlen (Kehl), Ortenaukreis, Baden-Württemberg:
  - Altrhein Fischerkopf (⊙; r)
  - Altrhein Saurheinkopf (⊙; r)
- bei Maxau;
siehe unten → Knielinger See
- bei Maximiliansau;
siehe oben → bei Hagenbach und unten → bei Wörth am Rhein
- bei Mechtersheim:
Mechtersheimer Altrhein (⊙; l), bei Mechtersheim (Römerberg), Rhein-Pfalz-Kreis, Rheinland-Pfalz
- bei Meerbusch;
siehe oben → bei Ilverich
- bei Mutterstadt;
siehe unten → bei Roxheim
- bei Neuhofen:
Neuhofener Altrhein (Neuhöfer Altrhein) (⊙; l), zwischen Altrip und Neuhofen, Rhein-Pfalz-Kreis, Rheinland-Pfalz
- bei Neupotz;
siehe oben → bei Leimersheim
- bei Neureut;
siehe oben → bei Karlsruhe
- bei Nordheim;
siehe oben → bei Lampertheim
- bei Oberhausen;
siehe unten → bei Philippsburg
- bei Oggersheim;
siehe unten → bei Roxheim
- bei Ossenberg;
siehe unten → bei Rheinberg
- bei Ottenheim:
Altrhein Lech (⊙; r), bei Ottenheim, Ortenaukreis, Baden-Württemberg
- bei Otterstadt:
bei Otterstadt, Rhein-Pfalz-Kreis, Rheinland-Pfalz (rheinabwärts betrachtet):
  - Angelhofer Altrhein (⊙; l), bei Otterstadt und im Gebiet der kreisfreien Stadt Speyer;
siehe auch (unten) → bei Speyer
  - Otterstädter Altrhein (⊙; l), bei Otterstadt und Waldsee
- bei Philippsburg:
Philippsburger Altrhein (⊙; r), bei Philippsburg, Landkreis Karlsruhe, Baden-Württemberg
- bei Plittersdorf:
bei Plittersdorf (Rastatt), Landkreis Rastatt, Baden-Württemberg (rheinabwärts betrachtet):
  - Altrhein Plittersdorf (⊙; r)
  - Altrheinarm (Plittersdorf) (⊙; r)
  - Altrhein (Plittersdorf) (⊙; r)
- bei Praest;
siehe unten → bei Rees
- bei Rees:
bei Rees und Emmerich am Rhein, Kreis Kleve, Nordrhein-Westfalen:
  - Bienener Altrhein (⊙; r), bei Esserden, Bienen, Praest und Dornick
  - Grietherorter Altrhein (⊙; r), bei Grietherort
  - Reeser Altrhein (⊙; r), bei Haffen und Rees
- bei Rheinau;
siehe unten → bei Diersheim: Steinwert-Hot 2 (Altrheinarm), unten → bei Freistett, unten → bei Helmlingen und oben → bei Honau
- bei Rheinberg:
Rheinberger Altrhein (Alter Rhein) (⊙; l), bei Rheinberg und Ossenberg, Kreis Wesel, Nordrhein-Westfalen
- bei Rheinhausen;
siehe oben → bei Philippsburg
- bei Rheinsheim;
siehe oben → bei Philippsburg
- bei Riburg;
siehe unten → bei Riburg (Rheinaltarm)
- bei Roxheim:
Roxheimer Altrhein (⊙/⊙/⊙; l), von Mutterstadt u. a. durch Ludwigshafen am Rhein bis Roxheim, Rhein-Pfalz-Kreis, Rheinland-Pfalz:
siehe auch (unten) → Silbersee
  - Hinterer Roxheimer Altrhein (⊙; l), nahe Roxheim
  - Vorderer Roxheimer Altrhein (⊙; l), bei Roxheim
- bei Rüdlingen;
siehe unten → bei Rüdlingen (Rheinaltarm)
- bei Rußheim:
Rußheimer Altrhein (⊙; r), am Elisabethenwörth, mit Altem Minthesee, bei Rußheim (Dettenheim), Landkreis Karlsruhe, Baden-Württemberg
- bei Sasbach:
Sasbacher Altrhein (⊙; r), bei Sasbach am Kaiserstuhl, Landkreis Emmendingen, Baden-Württemberg
- bei Scherzheim:
Altrhein (Scherzheim) (⊙; r), nahe Scherzheim (Lichtenau), Landkreis Rastatt, Baden-Württemberg
- bei Sondernheim:
Sondernheimer Altrhein (⊙; l), bei Sondernheim, Landkreis Germersheim, Rheinland-Pfalz
- bei Speyer:
Altlußheimer Altrhein (⊙; l), im Speyerer Auwald, kreisfreie Stadt Speyer, Rheinland-Pfalz; gegenüber vom baden-württembergischen Altlußheim;
siehe auch (oben) → bei Otterstadt und unten → Runkedebunk
- bei Steinmauern:
siehe unten → Goldkanal und siehe auch (oben) → bei Elchesheim-Illingen
- bei Stockstadt/Erfelden:
Stockstadt-Erfelder Altrhein (⊙; r), im NSG Kühkopf-Knoblochsaue, bei Stockstadt und Erfelden, Kreis Groß-Gerau, Hessen
- bei Strümp;
siehe oben → bei Ilverich
- bei Tiengen;
siehe unten → bei Tiengen (Rheinaltarm)
- bei Urdenbach:
Urdenbacher Altrhein (⊙; r), bei Baumberg (Monheim am Rhein) und Urdenbach, Kreis Mettmann und kreisfreie Stadt Düsseldorf, Nordrhein-Westfalen
- bei Waldsee;
siehe oben → bei Otterstadt
- bei Wintersdorf:
Altrhein Wintersdorf (⊙; r), Rheinniederungskanal, bei Wintersdorf, Landkreis Rastatt, Baden-Württemberg
- bei Wörth am Rhein, Landkreis Germersheim, Rheinland-Pfalz;

  - Wörther Altrhein (⊙; l), an der Grenze zu Jockgrim
  - Altrhein Hörnel (⊙; l), an der Rheininsel Hörnel, in der Gemarkung von Wörth am Rhein
- bei Xanten:
Xantener Altrhein (Alter Rhein) (⊙; l), bei Birten und Xanten, Kreis Wesel, Nordrhein-Westfalen

### Altrheinarm
- Auer Altrheinarme (⊙; r), mehrere Altrheinarme bei Au am Rhein, Landkreis Rastatt, Baden-Württemberg;
siehe auch (oben) → bei Au am Rhein
- Altrheinarm Kirchhöfel;
siehe oben → bei Grauelsbaum
- Altrheinarm Plittersdorf;
siehe oben → bei Plittersdorf
- Altrheinarm (Rheinbischofsheim) (⊙; r; mit dem Groschenwasser), bei Rheinbischofsheim und Freistett (Rheinau), Ortenaukreis, Baden-Württemberg;
siehe auch (unten) → bei Freistett
- Altrheinarme Taubergießen (⊙; r), mehrere Altrheinarme im Auen- und NSG Taubergießen, u. a. bei Rust, Ortenaukreis, Baden-Württemberg
- Steinwert-Hot 2 (Altrheinarm) (⊙; r), bei Diersheim und Honau (Rheinau), Ortenaukreis, Baden-Württemberg

### Altrhein oder Restrhein

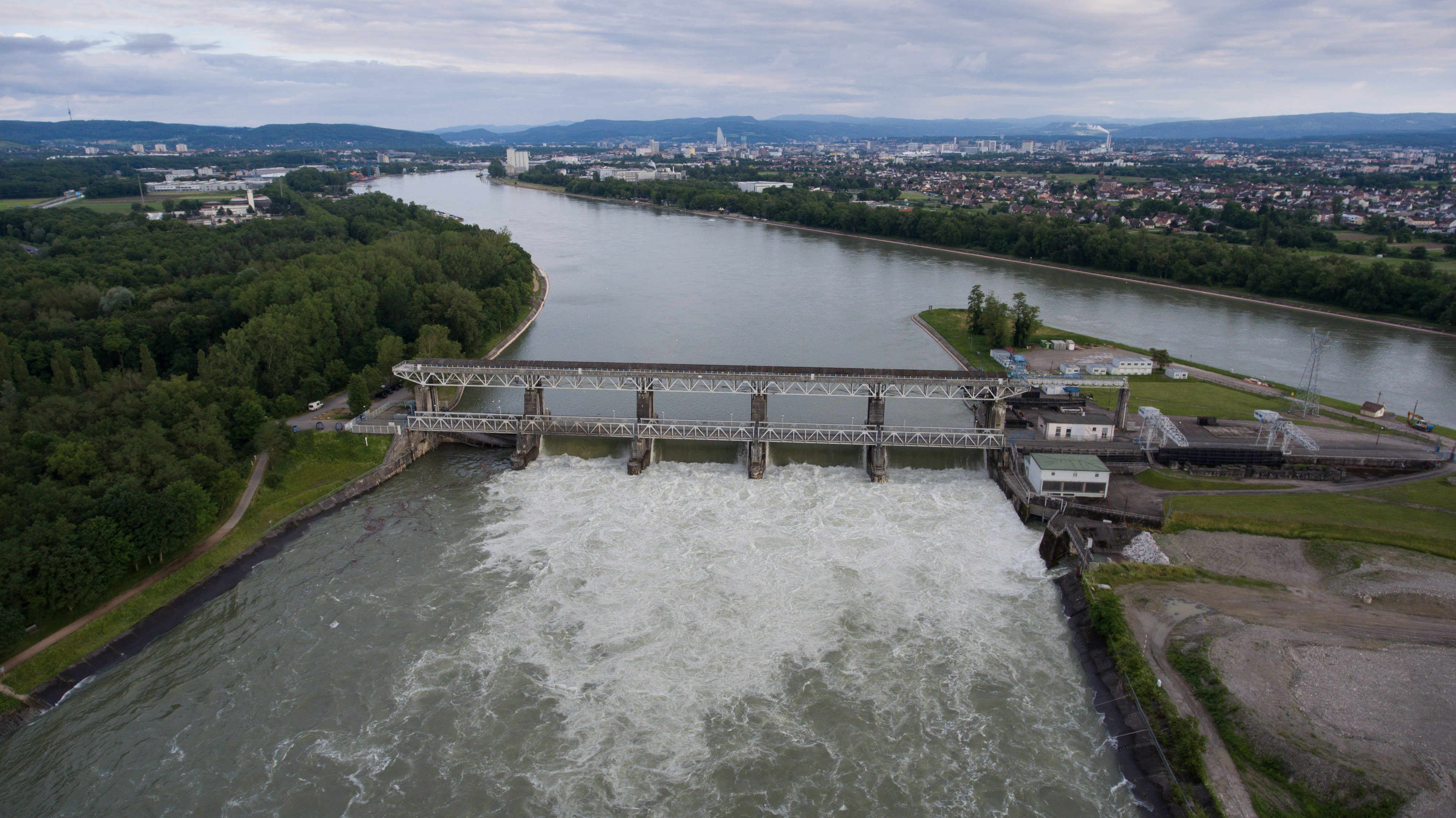
Abschlag des Rheinseitenkanals vom südbadischen Altrhein am Stauwehr Märkt (von Norden), rechts unten Südende der Île de Rhin,
im Hintergrund Basel (Schweiz)

Altrhein oder Restrhein genannter Rheinabschnitt parallel zum 52,7 km langen Rheinseitenkanal (Grand Canal d’Alsace; Elsass, Frankreich) zwischen dem Stauwehr Märkt (⊙; Weil am Rhein; Landkreis Lörrach, Baden-Württemberg; Deutschland) bzw. Village-Neuf (Département Haut-Rhin; Frankreich) und dem Kulturwehr Breisach (⊙; Landkreis Breisgau-Hochschwarzwald, Baden-Württemberg; Deutschland) bzw. Volgelsheim (Département Haut-Rhin; Frankreich) als Grenzfluss verlaufend;
siehe auch (oben) → bei Märkt

### Altrheinschlinge
- Ilvericher Altrheinschlinge;
siehe oben → bei Ilverich

### Altrheinzug
- Altrheinzug (Grauelsbaum);
siehe oben → bei Grauelsbaum
- Altrheinzug (Hügelsheim);
siehe oben → bei Hügelsheim
- Durchgehender Altrheinzug (r), östlich am Rhein entlang, Baden-Württemberg

### Restrhein
siehe oben → Altrhein oder Restrhein

### Rheinaltarm
siehe auch (oben) → Altarm
- bei Giriz:
Rheinaltarm Giriz (⊙; l), bei Koblenz AG, Kanton Aargau, Schweiz
- bei Riburg:
Rheinaltarm Riburg (⊙; l), bei Riburg (Möhlin), Kanton Aargau, Schweiz
- bei Rüdlingen:
Rheinaltarm Rüdlingen (⊙; l), bei Rüdlingen, Kanton Schaffhausen, Schweiz
- bei Tiengen:
Rheinaltarm Tiengen (⊙; r), bei Tiengen (Waldshut-Tiengen), Landkreis Waldshut, Baden-Württemberg

### Sonstige Rheinaltgewässer
Geographische Objekte, die zum Beispiel nicht Alter Rhein oder Altrhein heißen, aber dennoch ehemalige Rheinarme oder Teil von solchen sind
- bei Emmerich;
bei Netterdenscher Kanal / Wild (⊙; r), bei Emmerich und Elten
- Die Roos (⊙; l), Rheinaltarm bei Friemersheim und Hohenbudberg, am und im NSG Rheinaue Friemersheim, im Gebiet der kreisfreien Städte Duisburg und Krefeld, Nordrhein-Westfalen
- bei Freistett;
bei Freistett (Rheinau), Ortenaukreis, Baden-Württemberg (rheinabwärts betrachtet):
siehe auch (oben) → Altrheinarm (Rheinbischofsheim)
  - Bischemer Grund (⊙; r)
  - Altwasser am Dreimärkerweg (⊙; r)
  - Altwasser am Kreuzdammweg (⊙; r)
  - Altwasser im Steingrund (⊙; r)
- bei Helmlingen:
bei Helmlingen (Rheinau), Ortenaukreis, Baden-Württemberg (rheinabwärts betrachtet):
  - Hellwasser (⊙; r), bei Helmlingen und Freistett
  - Herrenwasser (⊙; r)
  - Mittelkopf (⊙; r)
  - Rubenkopfkehle (⊙; r)
  - Judenloch (⊙; r)
- Moersbach zwischen Krefeld-Traar und Ossenberg, durchläuft Moers auf ganzer Länge. Als Altrhein am deutlichsten sichtbar in einem Stück des Mittellaufs namens Repelner Meer, veraltet Repeler Meer, Teil des Jungbornparks
- Niep (Niepkuhlenzug) und angrenzende Kuhlen (⊙; l), zwischen der kreisfreien Stadt Krefeld und Issum im Kreis Wesel, Nordrhein-Westfalen
- Rheinlöcher/Scheidegraben (⊙; l), bei Ibersheim und Hamm am Rhein, beim Ibersheimer Wörth, im Gebiet der kreisfreien Stadt Worms und im Gemeindegebiet von Hamm am Rhein, Landkreis Alzey-Worms, Rheinland-Pfalz
- Runkedebunk (⊙; l), im Speyerer Auwald, kreisfreie Stadt Speyer, Rheinland-Pfalz; beim Berghäuser Altrhein und gegenüber der Insel Horn;
siehe auch (oben) → bei Speyer

## Rheinanschlussgewässer
Hier sind künstlich geschaffene Rheinanschlussgewässer (Baggerseen) aufgeführt, die weder Rheinaltgewässer noch Rheinzuflüsse sind, mit Rheinaltgewässern verwechselt werden könnten und direkt mit dem Rhein oder indirekt (über Rheinaltgewässer) mit ihm verbunden sind (alphabetisch nach Gewässername sortiert):
- Altrheinsee (⊙; l), bei Eich, Landkreis Alzey-Worms, Rheinland-Pfalz
(Baggersee, mit recht großem Anteil am Gimbsheimer Altrhein)
- Eicher See (⊙; l), nahe Eich und Hamm am Rhein, Landkreis Alzey-Worms, Rheinland-Pfalz
(Baggersee mit Marina inklusive Verbindung zum Rhein; entstand ab Anfang des 20. Jahrhunderts)
siehe auch (oben) → bei Gimbsheim
- Goldkanal (⊙; r), bei Steinmauern und Illingen (Elchesheim-Illingen), Landkreis Rastatt, Baden-Württemberg;
(massiv zum Baggersee erweiterter Altrheinarm)
siehe auch (oben) → bei Elchesheim-Illingen
- Knielinger See (⊙; r), nahe Knielingen und Maxau, im NSG Altrhein Maxau, im Gebiet der kreisfreien Stadt Karlsruhe, Baden-Württemberg
(Baggersee, mit geringem Rheinaltgewässer-Teil bzw. aufgebaggerten Rheinaltgewässern)
siehe auch (oben) → bei Karlsruhe
- Silbersee (⊙; l), bei Roxheim, Rhein-Pfalz-Kreis, Rheinland-Pfalz
(Baggersee, im Inneren der Schlinge des Vorderen und Hinteren Roxheimer Altrheins)
siehe auch (oben) → bei Roxheim